# Erik Gyllenstierna
Erik Gyllenstierna, född den 10 december 1602, död den 23 oktober 1657, var en svensk friherre och ämbetsman.

## Biografi
Erik Gyllenstierna var sonsons son till Karl Eriksson Gyllenstierna (stamfar för Vinstorpslinjen av ätten Gyllenstierna) och son till assessorn i Svea hovrätt Carl Gyllenstierna af Lundholm och Maria Ribbing.
Gyllenstierna studerade både vid svenska lärosäten och vid universiteten i Leiden, Helmstedt och Oxford samt gjorde en resa genom flera europeiska länder. 1627 ingick han som volontär vid Ludvig XIII:s livgarde samt deltog i belägringen och erövringen av La Rochelle 1628.
Återkommen till Sverige 1629 utnämndes han 1630 till kammarherre hos konung Gustav II Adolf, bevistade vid konungens sida slaget vid Leipzig 1631, deltog i tyska fälttåget 1632 Gyllenstierna användes dessutom i åtskilliga beskickningar, bland annat till Moskva 1634 och 1647, om vilken senare han själv skrivit en berättelse. År 1636 utnämndes Gyllenstierna till kammarråd, 1637 till landshövding över Karelen och Viborgs län samt 1642 till generalguvernör över Ingermanland, Kexsholms län och Narva, 1645 till riksråd, 1652 till assessor i Svea hovrätt och 1654 till president i Åbo hovrätt.
Vid riksdagarna 1641 och 1642 var Gyllenstierna lantmarskalk. Då Reduktionskollegium 1655 inrättades förordnades Gyllenstierna till en av dess ledamöter. Han försökte, med ringa framgång, motarbeta ordförande Herman Flemings bemödande att genomdriva reduktionsbeslutets ordagranna tillämpning utan avseende på hög eller låg, förmenande att "man måste gå sakta till väga, man kunde eljest förvirra humörerna". I januari 1657 utnämndes Gyllenstierna till generalguvernör i Finland, men hindrades av sjukdom att tillträda detta ämbete. År 1651 upphöjdes Gyllenstierna i friherrligt stånd, med Uleåborg i Österbotten till friherreskap.

### Familj
Gyllenstierna gifte sig med Beata von Yxkull den 16 januari 1636 i S:t Nikolai kyrka i Stockholm. Med henne fick han tretton kända barn, däribland:
1. Konrad Gyllenstierna (1645–1684)
2. Kristofer Gyllenstierna (1647–1705)
3. Carl Gyllenstierna (1649–1723)
4. Christina, född 1643. Död före 1648.
5. Erik, född 1644 på Narva slott, död 1645 i Nyen, begraven 1654 i Riddarholmskyrkan och därefter nedsatt i familjegraven i Bälinge kyrka.
6. Mikael, född 1645, död före fadern.
7. Gustaf, född 1646, kansliråd 1671. Död ogift 1672 och begraven i Bälinge kyrka.
8. Christina, född 1648, död ogift 1669 begraven i Riddarholmskyrkan och sedan flyttad till Bälinge kyrka.
9. Maria, död före fadern.
10. Elisabet, född 1652, död 1702. Gift 1672 med riksrådet Claes Brodersson Rålamb.
11. Catharina, född 1656 i Stockholm, död 1663.
12. Två döttrar, döda späda efter fadern.